# Sázava u Žďáru nad Sázavou

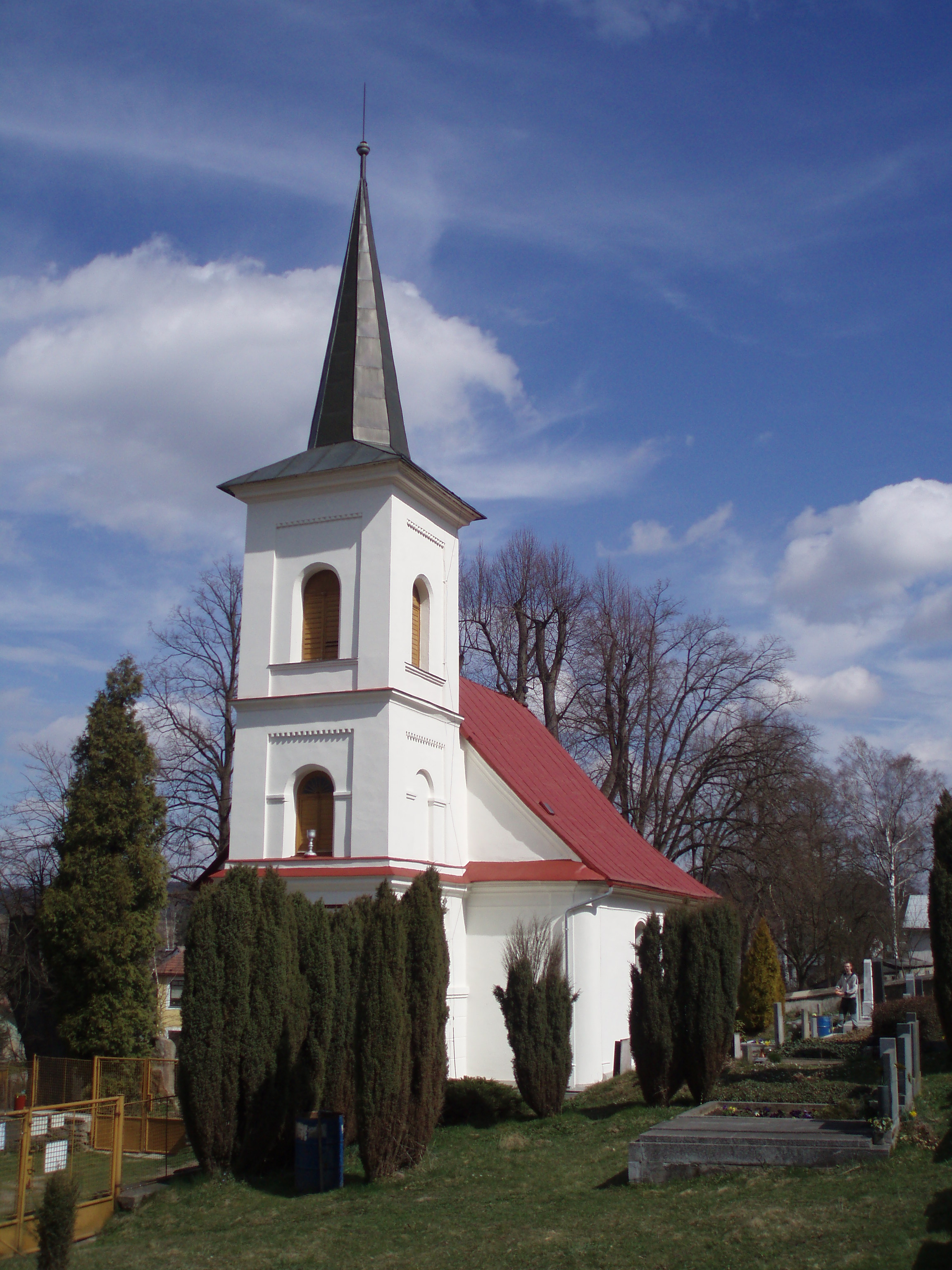
Evangelische Kirche in Dolní Sázava

Sázava (deutsch Sasau, auch Sazau) ist eine Gemeinde in Tschechien. Sie liegt sechs Kilometer westlich von Žďár nad Sázavou und gehört zum Okres Žďár nad Sázavou.

## Geographie
Sázava befindet sich südwestlich der Saarer Berge im Tal des gleichnamigen Flusses Sázava. Nördlich erhebt sich der Peperek (Beberek, 674 m), im Osten die Štěnice (615 m) und der Hamerský kopec (593 m), südlich die Židovská (602 m) und im Südwesten die Rosička (644 m). Der Ort wird von der Staatsstraße 19 von Přibyslav nach Žďár nad Sázavou durchquert. Nördlich verläuft die Eisenbahnstrecke Havlíčkův Brod – Žďár nad Sázavou, die Bahnstation Sázava u Žďáru liegt 500 m außerhalb des Ortes. Anderthalb Kilometer südlich des zu Böhmen gehörigen Dorfes liegt die historische Landesgrenze zu Mähren.
Nachbarorte sind Velká Losenice, Bambouch und Samotín im Norden, Šlakhamry und Najdek im Nordosten, Hamry im Osten, Česká Mez im Südosten, Rosička und Kopaniny im Süden, Huťský Dvůr, Nížkov und Buková im Südwesten, Červený Mlýn und Olešenka im Westen sowie Nové Dvory und Pořežín im Nordwesten.

## Geschichte
Die erste schriftliche Erwähnung des Přibík-Hammers erfolgte im Jahre 1406. Der Hammer stand seit 1404 nachweislich im Betrieb und wurde wahrscheinlich zum Ende des 14. Jahrhunderts angelegt. 1426 gehörte der Hammer, die Feste, der Hof und das Dorf Sázava der Familie Sázavec von Sázava. 1481 verkauften Jan und Petr Sázavec den Hammer mit allem Zubehör an den Hammerherrn Petr. 1554 besaßen der Hammermeister Gregor dessen Bruder Jakub und Gregors Sohn Hanzl den stark verschuldeten Hammer. Danach gehörte er verschiedenen Hammerherren der Umgebung, insbesondere den Toman von Figlhammer und wurde schließlich an drei Besitzer aufgeteilt. 1562 erwarb Katharina von Waldstein auf Telč den Hammer mit allem Zubehör und schlug ihn der vereinigten Herrschaft Polná-Přibyslav zu. Nachfolgend verpachtete die Herrschaft den als Peklo bezeichneten Hammer, die letzte Nachricht über seinen Betrieb stammt von 1714. Nach seiner Stilllegung erfolgte der Umbau zur Mühle Pekelský mlýn. Der frühere Hammerhof wurde als Pekelský dvůr bezeichnet. Nach dem Toleranzpatent von 1781 bildete sich eine evangelische Gemeinde, die zunächst nach Krucemburk gepfarrt war. 1785 entstand ein evangelisches Bethaus. 1848 wurde die evangelische Pfarre Sázava eingerichtet, an die die Filiale Horní Krupá angeschlossen war.
Nach der Aufhebung der Patrimonialherrschaften bildete Sazau ab 1850 eine Gemeinde im politischen Bezirk Polna, die aus den Ortsteilen Unter Sazau und Ober Sazau bestand. Ab 1878 gehörte die Gemeinde zum Bezirk Chotěboř. 1898 nahm die Lokalbahn Deutschbrod–Saar den Betrieb auf.
Im 20. Jahrhundert wuchsen die Ansiedlungen Dolní Sázava und Horní Sázava zu einer geschlossenen Einheit zusammen. In den 1930er Jahren entstand auf dem Hügel Rosička ein hölzerner Turm, der der Flugsicherung diente. 1949 wurde Sázava dem Okres Žďár nad Sázavou zugeordnet. Die alte Eisenbahnstrecke, die am südlichen Ortsrand entlangführte, wurde 1953 stillgelegt und stattdessen am gegenüberliegenden Flussufer eine neue zweigleisige Strecke in Betrieb genommen. 1961 erfolgte die Eingemeindung nach Rosička und mit diesem zusammen 1980 nach Velká Losenice. Zu Beginn des Jahres 1991 entstand die Gemeinde Sázava. Sie führt seit 1998 ein Wappen.

## Gemeindegliederung
Die Gemeinde Sázava besteht aus den Ortsteilen Česká Mez (Czehomes, 1939–45 Böhmisch Rain) und Sázava (Sasau) sowie der Ansiedlung Kopaniny (Kopanina) und der Einschicht Huťský Dvůr (Hutterhof). Grundsiedlungseinheiten sind Česká Mez, Kopaniny und Sázava.
Das Gemeindegebiet gliedert sich in die Katastralbezirke Česká Mez und Sázava u Žďáru nad Sázavou.

## Sehenswürdigkeiten
- Hügel Rosička mit 42 m hohen Telekommunikationsturm. Das 2001 errichtete Bauwerk besitzt in 24 m Höhe einen Aussichtsperron und ist mit Ausnahme der Wintermonate frei zugänglich.
- katholische Kapelle in Horní Sázava
- Kirche der Evangelischen Kirche der Böhmischen Brüder in Dolní Sázava, erbaut 1785, Kirchturm 1885 angebaut
- Kapelle in Česká Mez
- Naturschutzgebiet Rozštípená skála an der Sázava, nordöstlich des Dorfes
- Peperek mit Resten alter Stollenanlagen des Lossnitzer Bergbaus
- Museumseisenbahn mit 10 km langer Strecke
- Sühnekreuz
- Betsäule
- Steinerne Brücke über die Sázava